# Douce Noire Grise
Douce Noire Grise ist eine Rotweinsorte. Sie wurde im französischen Weinbaugebiet Savoie angebaut. Zugelassen ist sie im Département Isère. Sie stammt aus der historischen Provinz Tarentaise.
Douce Noire Grise war vor und auch noch während der Reblauskrise im 19. Jahrhundert eine wichtige Rebsorte, konnte jedoch ab den 1960er Jahren kaum mehr an die früheren Erfolge anschließen.

## Synonyme
Die Rebsorte Douce Noire Grise ist auch unter den Namen Bâtarde ronde, Douce noire du Bois und Ocanette de la Tarentaise bekannt.

## Ampelographische Sortenmerkmale
In der Ampelographie wird der Habitus folgendermaßen beschrieben:
- Die Triebspitze ist offen. Sie ist leicht wollig behaart. Die blassgrünen Jungblätter sind nur spinnwebig behaart und wirken aufgedunsen.
- Die gewellten Blätter sind fünflappig und deutlich gebuchtet. Die Stielbucht ist immer geschlossen. Das Blatt ist stumpf gezahnt. Die Zähne sind im Vergleich der Rebsorten sehr weit gesetzt. Die Blattoberfläche (auch Spreite genannt) ist blasig derb.
- Die walzen- bis kegelförmige Traube ist mittelgroß und lockerbeerig. Die rundlichen Beeren sind mittelgroß und von blauschwarzer Farbe.

Die früh austreibende Rebsorte reift ca. 10 Tage nach dem Gutedel und ist somit innerhalb der roten Rebsorten früh reifend, so dass sie in verhältnismäßig kühlen Lagen ausreifen kann. Der Ertrag ist schwach.
Douce Noire Grise ist eine Varietät der Edlen Weinrebe (Vitis vinifera). Sie besitzt zwittrige Blüten und ist somit Selbstbefruchter.